# Pratinha
Pratinha là một đô thị thuộc bang Minas Gerais, Brasil. Đô thị này có diện tích 619,296 km², dân số năm 2007 là 3236 người, mật độ 5,1 người/km².